# Tự Phổ

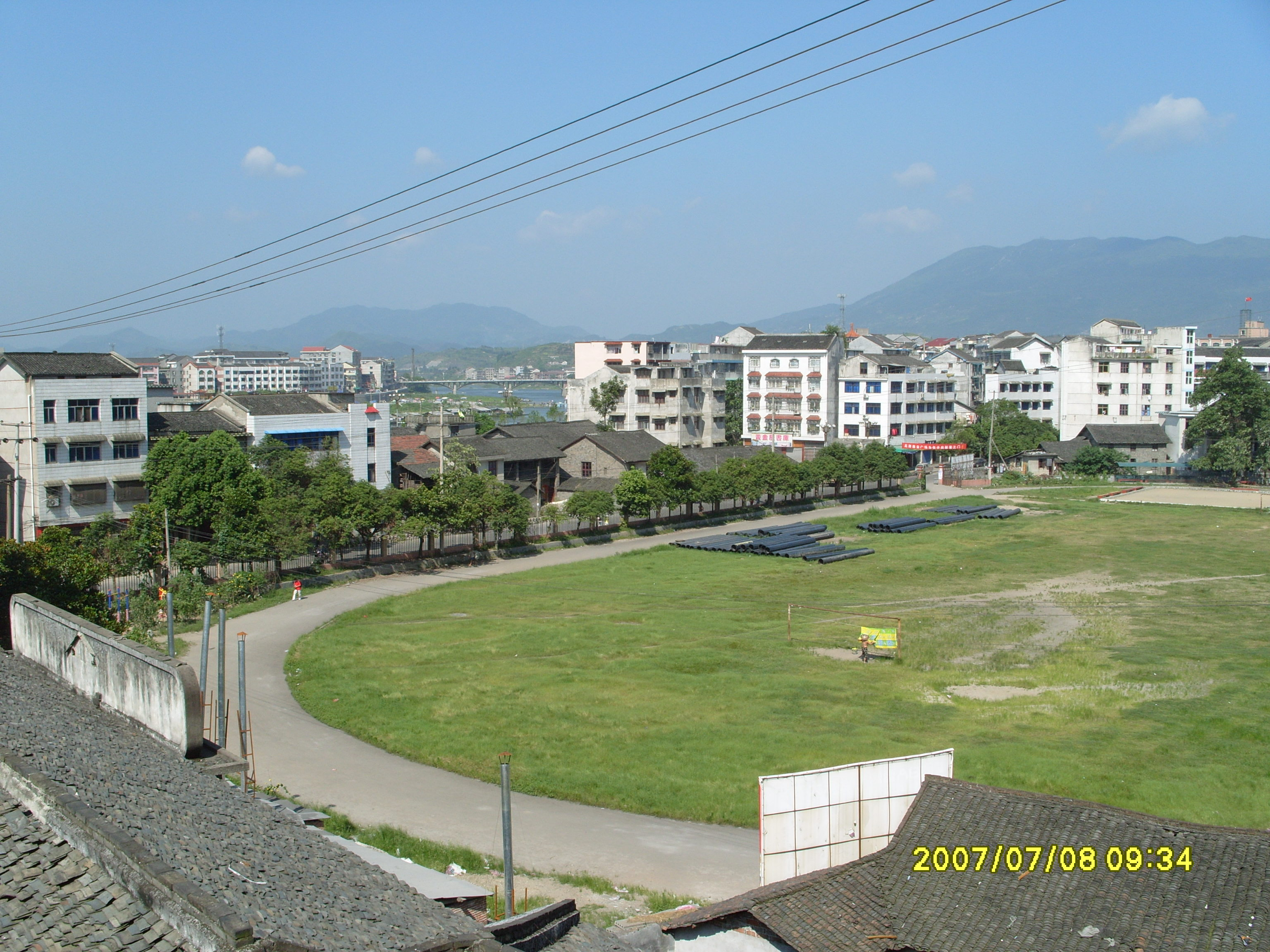
Tự Phổ

Tự Phổ (溆浦县) Hán Việt: Tự Phổ huyện) là một huyện của địa cấp thị Hoài Hóa, tỉnh Hồ Nam, Cộng hòa Nhân dân Trung Hoa. Huyện này có diện tích 3438 km2, dân số năm 2004 là 845.719 người, trong đó dân số nông nghiệp là 754.767 người.